# Дорджі Намг'ял
Дорджі Намг'ял (англ. Dorji Namgyal) — пенлоп (правитель) Бутану у 1831–1832 роках.

## Біографія
З ранніх років перебував на державній службі, зрештою, ставши правителем (пенлопом) дзонгхагу Тонгса 1832 року. Помер під час ремонту дзонгу Пунакха, який було знищено вогнем під час громадянської війни.